# حفل توزيع جوائز الأوسكار الرابع والعشرون
حفل توزيع جوائز الأوسكار الرابع والعشرون (بالإنجليزية: 24th Academy Awards)‏ هو حدث نظمته أكاديمية فنون وعلوم الصور المتحركة لتكريم أفضل الأفلام لسنة 1951. أقيم الحفل بتاريخ 20 مارس، 1952 في مسرح آر. كي. كو. بانتجس، هوليوود، كاليفورنيا، وقدّمه داني كاي. في هذه الدورة، فاز فيلم أمريكي في باريس بجائزة أفضل فيلم، وحاز الممثّل همفري بوغارت على جائزة أفضل ممثّل، ونالت الممثلة فيفيان لي جائزة أفضل ممثّلةٍ، وكانت جائزة الأوسكار لأفضل مخرج من نصيب المخرج جورج ستيفنز.
أكثر الأفلام ترشيحاً للحصول على جوائز كان فيلم عربة اسمها الرغبة حيث تلقّى 12 ترشيحاً، بينما أكثرها فوزاً كان فيلم أمريكي في باريس وفيلم مكان في الشمس حيث فاز كلٌّ منهما بـ 6 جوائز.

## الجوائز
- جائزة أفضل فيلم:

أمريكي في باريس
- جائزة أفضل مخرج:

جورج ستيفنز
- جائزة أفضل ممثّل:

همفري بوغارت
- جائزة أفضل ممثّلة:

فيفيان لي
- جائزة أفضل ممثّل مساعد:

كارل مالدن
- جائزة أفضل ممثّلة مساعدة:

كيم هنتر
- جائزة أفضل سيناريو مقتبس:

مكان في الشمس
- جائزة أفضل موسيقى تصويريّة:

أمريكي في باريس - مكان في الشمس
- جائزة أفضل تأثيرات بصريّة:

عندما تصطدم العوالم
- جائزة أفضل خلط أصوات:

كاروسو العظيم - مترو غولدوين ماير

## وصلات خارجية
- حفل توزيع جوائز الأوسكار الرابع والعشرون على موقع IMDb (الإنجليزية)
- حفل توزيع جوائز الأوسكار الرابع والعشرون على موقع ميوزك برينز (الإنجليزية)
- الموقع الرسمي لجوائز الأكاديمية.
- الموقع الرسمي لأكاديمية فنون وعلوم الصور المتحركة.
- قناة جوائز الأوسكار على موقع يوتيوب (تُديره أكاديمية فنون وعلوم الصور المتحركة).
- مقتطفات فيديو من أكاديمية فنون وعلوم الصور المتحركة.